# Jerarquía BBGKY
En física estadística, la jerarquía BBGKY  (jerarquía Bogoliubov–Born–Green–Kirkwood–Yvon, a veces llamada jerarquía de Bogoliubov) es un conjunto de ecuaciones que describen la dinámica de un sistema con un gran número de partículas interaccionantes. La ecuación para la función de distribución de s partículas (función de densidad de probabilidad) en la jerarquía BBGKY incluye la función de distribución de (s + 1) partículas, formando así un sistema de ecuaciones acopladas.

## Formulación
La evolución de un sistema de N partículas está dada por la ecuación de Liouville para la función de densidad de probabilidad {\displaystyle f_{N}=f_{N}(\mathbf {q} _{1}\dots \mathbf {q} _{N},\mathbf {p} _{1}\dots \mathbf {p} _{N},t)} en un espacio 6N dimensional de fases (3 dimensiones espaciales y 3 de momento lineal por partícula)
{\displaystyle {\frac {\partial f_{N}}{\partial t}}+\sum _{i=1}^{N}{\dot {\mathbf {q} }}_{i}{\frac {\partial f_{N}}{\partial \mathbf {q} _{i}}}+\sum _{i=1}^{N}\left(-{\frac {\partial \Phi _{i}^{ext}}{\partial \mathbf {q} _{i}}}-\sum _{j=1}^{N}{\frac {\partial \Phi _{ij}}{\partial \mathbf {q} _{i}}}\right){\frac {\partial f_{N}}{\partial \mathbf {p} _{i}}}=0.}
Aplicando la integración por partes, la ecuación de Liouville puede ser transformada en una cadena de ecuaciones donde la primera ecuación conecta la evolución de densidad de probabilidad de una partícula con la función de densidad de probabilidad de dos partículas, la segunda ecuación conecta la función de densidad de probabilidad de dos partículas con la función de densidad de probabilidad de tres partículas y, en general, la s-ésima ecuación conecta la evolución de la densidad de probabilidad de s partículas {\displaystyle f_{s}=f_{s}(\mathbf {q} _{1}\dots \mathbf {q} _{s},\mathbf {p} _{1}\dots \mathbf {p} _{s},t)} con la densidad de probabilidad de  (s+1) partículas
{\displaystyle {\frac {\partial f_{s}}{\partial t}}+\sum _{i=1}^{s}{\dot {\mathbf {q} }}_{i}{\frac {\partial f_{s}}{\partial \mathbf {q} _{i}}}+\sum _{i=1}^{s}\left(-{\frac {\partial \Phi _{i}^{ext}}{\partial \mathbf {q} _{i}}}-\sum _{j=1}^{s}{\frac {\partial \Phi _{ij}}{\partial \mathbf {q} _{i}}}\right){\frac {\partial f_{s}}{\partial \mathbf {p} _{i}}}=(N-s)\sum _{i=1}^{s}{\frac {\partial }{\partial \mathbf {p} _{i}}}\int {\frac {\partial \Phi _{is+1}}{\partial \mathbf {q} _{i}}}\cdot f_{s+1}\,d\mathbf {q} _{s+1}d\mathbf {p} _{s+1}.}
Aquí {\displaystyle \mathbf {q} _{i},\mathbf {p} _{i}} son las coordenadas espaciales y de momento para i-ésima partícula, {\displaystyle \Phi ^{ext}(\mathbf {q} _{i})} es el potencial de campo externo, y {\displaystyle \Phi _{ij}(\mathbf {q} _{i},\mathbf {q} _{j})} es el potencial de par para la interacción entre partículas. La ecuación de arriba para la función de distribución de s partículas está obtenida por la integración de la ecuación de Liouville sobre las variables {\displaystyle \mathbf {q} _{s+1}\dots \mathbf {q} _{N},\mathbf {p} _{s+1}\dots \mathbf {p} _{N}}.

## Interpretación física y aplicaciones
Esquemáticamente, la ecuación de Liouville nos da la evolución temporal para el sistema completo de {\displaystyle N} partículas de la forma {\displaystyle Df_{N}=0}, donde se tiene un flujo incompresible de la densidad de probabilidad en el espacio de fases. Para construir la jerarquía, lo que se hace es definir funciones de distribución reducidas de forma incremental integrando en el resto de grados de libertad del sistema {\displaystyle f_{s}\sim \int f_{s+1}}. Una ecuación en la jerarquía BBGKY nos dice que la evolución temporal de tal {\displaystyle f_{s}} está dada por una ecuación tipo Liouville, pero con un término correctivo adicional que representa la influencia del resto de (N-1) partículas suprimidas
{\displaystyle Df_{s}\propto {\text{div}}_{\mathbf {p} }\langle {\text{grad}}_{\mathbf {q} }\Phi _{i,s+1}\rangle _{f_{s+1}}.}
El problema de resolver la jerarquía BBGKY de ecuaciones es tan duro como resolver la ecuación original de Liouville, sin embargo, se pueden hacer aproximaciones (que permiten truncar la jerarquía infinita en un sistema finito de ecuaciones). La ventaja de estas ecuaciones es que las funciones de distribución más altas {\displaystyle f_{s+2},f_{s+3},\dots } afectan la evolución temporal de {\displaystyle f_{s}} únicamente de forma implícita vía {\displaystyle f_{s+1}}. Truncar la cadena de ecuaciones BBGKY es un punto de partida común para muchas aplicaciones de teoría cinética que pueden ser usadas para la derivación de ecuaciones cinéticas clásicas o cuánticas. En particular, el truncamiento en la primera ecuación o en las dos primeras ecuaciones puede ser usado como punto de partida para deducir las ecuaciones Boltzmann (clásica o cuántica) y las correcciones a primer orden de las mismas. Otras aproximaciones, como asumir que la función de densidad de probabilidad depende sólo de la distancia relativa entre las partículas o la asunción del régimen hidrodinámico, también pueden hacer que la cadena BBGKY pueda ser "resuelta".